# Sargon I
Sargon I (supranumit și Sargon cel Mare; n. secolul al XXIV-lea î.Hr., Azupiranus, Irak – d. secolul al XXIII-lea î.Hr., Imperiul Akkadian) a fost suveranul Imperiului Akkadian. După ce uzurpă puterea lui Ur-zababa din Kiș și îl înfrânge pe Lugalzaggisi din Umma, Sargon unifică întregul Sumer punând bazele unui imperiu de la Golful Persic la Marea Mediterană care va domina aproape două secole Orientul Mijlociu.   
Legenda lui Sargon
Legend of Sargon (Legenda lui Sargon) este un text preluat din cartea Ancient Near Eastern Texts Relating to the Old Testament (Texte antice din Orientul Apropiat legate de Vechiul Testament) în traducerea lui E.A. Speiser, S.N. Kramer, 
Albrecht Goetze, H.L. Ginsberg și John A. Wilson publicată la editura University Press, Princeton, New Jersey, în 1950.  
Sargon, puternicul rege, rege al cetății Akkad, sunt eu.
Mama mea era o „schimbătoare” (preoteasă?), pe tatăl meu nu l-am cunoscut.
Fratele [sau "frații"] tatălui meu iubea [sau "iubeau"] dealurile.
Orașul meu este Azupiranu, situat pe malurile Eufratului.
„Schimbătoarea” mea mamă m-a zămislit, în taină m-a născut.
M-a pus într-un coș de papură, a călăfătuit cu smoală capacul său.
M-a aruncat în râul care nu m-a înghițit.
Râul m-a purtat până la Akki, sacagiul.
Akki, sacagiul, m-a scos când și-a înmuiat vasul.
Akki, sacagiul, m-a luat ca fiu al său și m-a crescut. 
Akki, sacagiul, m-a numit grădinar al său.
Pe când eram grădinar, Iștar m-a îndrăgit
Și am domnit timp de patru[zeci?] de ani.
Peste capetele negre am domnit, am guvernat;
Munții puternici i-am cucerit cu tesle de bronz
Am escaladat șiruri muntoase semețe,
Am traversat șiruri muntoase scunde
Am înconjurat de trei ori țările mării.
Mâna mea a capturat Dilmun-ul,
Am urcat la mărețul Der, am [...]
Am schimbat și [...]
Orice rege ar veni după mine, [...]
Să domnească, să guverneze peste capetele negre;
Să cucerească munții puternici cu tesle de bronz,
Să escaladeze șiruri muntoase semețe,
Să traverseze șiruri muntoase scunde,
Să înconjoare de trei ori țările mării!
Mâna lui să captureze Dilmun-ul,
Să urce la mărețul Der și să [...]
[...] din cetatea mea, Akkad[...]
[Restul textului este distrus]

## Familie
S-a născut în jurul anului 2300 î.H. El era fiul unei preotese și făcea parte dintr-o familie modestă. O legendă spune că mama sa l-a abandonat în apele fluviului Eufrat, unde a fost găsit și crescut de un grădinar. În textul sumerian Sargon și Ur-zababa apare menționat tatăl lui Sargon, care se numește La'ibum. Zeița Inanna / Iștar l-a îndrăgit și el a ajuns paharnicul regelui Ur-zababa din Kiș la curtea căruia, mai târziu, a organizat o răscoală și pe care l-a detronat.
O inscripție de pe un fragment dintr-un vas de alabastru menționează că soția lui Sargon se numea Tashlultum. 
Sargon a avut mai mulți copii, printre care Rimush și Manishtushu, viitorii regi ai Akkadului, Enheduanna, mare preoteasă a zeilor și cea mai veche poetă din lume. Alți copii ai lui Sargon, cunoscuți din inscripții sunt Shu-Enlil (sau Ibarum) și Ilaba'is-takal (sau Abaish-Takal).

## Domnie
El devine rege în jurul anului 2371 î.H. și din acel moment începe o perioadă de cuceriri importante. El supune întreg Sumerul și alte părți din Mesopotamia, extinzându-și regatul până la țărmurile Mării Mediterane. Pentru a cuceri  un teritoriu atât de vast el a avut nevoie de 34 de campanii militare, intitulându-se ,,rege al celor patru zări ale lumii și zeu al Akkadului”. Având în stăpânire un teritoriu imens, de la Marea Mediterană până la Golful Persic, aproape toată Siria septentrională, Regatul Mari, Elamul și Sumerul(pe care l-a cucerit învingându-l pe regele Lugalzagizzi), el și-a consolidat foarte bine statul.
Acesta a reușit să-și creeze un corp de diplomați bine disciplinați care au îndeplinit toate dorințele lui Sargon, apoi a creat o armată stabilă care a devenit, probabil, prima armată permanentă importantă din istorie (fiind compusă din 5400 de militari "care mâncau în prezența sa"). Totuși, Sargon nu a reușit să evite răscoalele interne care au cauzat o mare problemă în ultimii ani ai domniei. Mulți funcționari erau nemulțumiți de birurile prea mari pe care el le-a pus, astfel încât s-au răsculat. Sargon a reușit până la urmă să pună capăt revoltelor.
Astfel, el a demonstrat că este un conducător abil care a reușit să conducă un teritoriu imens timp de 56 de ani. Sargon a murit cu aproximație în anul 2315 î.H. Politica sa externă va fi continuată de urmașii săi, în special de Naram-Sin.